# Sorin Paraschiv
Sorin Ioan Paraschiv, né le 17 juin 1981 à Alexandria (Teleorman), est un footballeur international roumain qui évoluait au poste de milieu défensif.

## Biographie

### Carrière en club
Issu du centre de formation du FC Steaua Bucarest, qu'il a intégré en 1992, Sorin Paraschiv a fait ses débuts en équipe première le 10 mai 2000 lors du dernier match de la saison 1999-2000, face au FC Extensiv Craiova, gagné 3-0 par son équipe.
À partir de l'année suivante, Paraschiv s'est imposé comme un pilier des bucarestois pendant sept saisons, durant lesquelles il a joué 223 matches et marqué 17 buts avec le club, toutes compétitions confondues.
Parmi ses matches avec les rouges et bleus, il a disputé 169 rencontres de championnat (13 buts marqués), qu'il a remporté trois fois (2000-2001, 2004-2005, 2005-2006), 5 matches de coupe et 3 matches de supercoupe, qu'il a gagné à deux reprises (en 2001 et 2006).
Durant les parcours européens du Steaua, Paraschiv a joué 16 matches de Ligue des champions (1 but marqué), dont il a pu accéder à la phase de groupe en 2006-2007, et 30 matches de Coupe UEFA (3 buts), notamment en ayant réussi à atteindre les demi-finales en 2005-2006.

### Équipe de Roumanie
Avec l'équipe nationale de Roumanie, Sorin Paraschiv compte quatre sélections (aucun but marqué). 
Ses débuts ont lieu le 8 septembre 2004 lors d'un match face à l'Andorre dans le cadre des éliminatoires de la Coupe du monde 2006. Le 17 novembre 2004, il joue un autre match de qualification face à l'Arménie. 
En 2005, il joue deux matches amicaux : le 12 novembre face à la Côte d'Ivoire, puis le 16 novembre face au Nigeria.

## Palmarès
FC Steaua Bucarest
- Champion de Roumanie : 2001 ; 2005 ; 2006
- Vainqueur de la Supercoupe de Roumanie : 2001 ; 2006

## Statistiques
Le tableau ci-dessous récapitule les statistiques en match officiel de Sorin Paraschiv,, :
| Saison                | Club                  | Championnat           | Championnat | Championnat | Coupe(s) nationale(s) | Coupe(s) nationale(s) | Compétition(s) continentale(s) | Compétition(s) continentale(s) | Compétition(s) continentale(s) | Autres compétitions | Autres compétitions | Autres compétitions | Total | Total |
| Saison                | Club                  | Division              | M.          | B.          | M.                    | B.                    | Comp.                          | M.                             | B.                             | Comp.               | M.                  | B.                  | M.    | B.    |
| 1999-2000             | FC Steaua Bucarest    | Divizia A             | 1           | 0           | -                     | -                     | -                              | -                              | -                              | -                   | -                   | -                   | 1     | 0     |
| 2000-2001             | FC Steaua Bucarest    | Divizia A             | 23          | 2           | -                     | -                     | -                              | -                              | -                              | -                   | -                   | -                   | 23    | 2     |
| 2001-2002             | FC Steaua Bucarest    | Divizia A             | 19          | 0           | -                     | -                     | C1+C3                          | 3+2                            | 0+0                            | SR                  | 1                   | 0                   | 25    | 0     |
| 2002-2003             | FC Steaua Bucarest    | Divizia A             | 25          | 2           | 1                     | 0                     | -                              | -                              | -                              | -                   | -                   | -                   | 26    | 2     |
| 2003-2004             | FC Steaua Bucarest    | Divizia A             | 20          | 4           | 2                     | 0                     | C3                             | 4                              | 0                              | -                   | -                   | -                   | 26    | 4     |
| 2004-2005             | FC Steaua Bucarest    | Divizia A             | 26          | 1           | -                     | -                     | C3                             | 9                              | 2                              | -                   | -                   | -                   | 35    | 3     |
| 2005-2006             | FC Steaua Bucarest    | Divizia A             | 26          | 3           | -                     | -                     | C1+C3                          | 4+13                           | 0+1                            | SR                  | 1                   | 0                   | 44    | 4     |
| 2006-2007             | FC Steaua Bucarest    | Liga I                | 29          | 1           | 2                     | 0                     | C1+C3                          | 9+2                            | 1+0                            | SR                  | 1                   | 0                   | 43    | 2     |
| 2007-2008             | Rimini                | Serie B               | 28          | 3           | 1                     | 0                     | -                              | -                              | -                              | -                   | -                   | -                   | 29    | 3     |
| 2008-2009             | Rimini                | Serie B               | 19          | 0           | -                     | -                     | -                              | -                              | -                              | BR                  | 2                   | 0                   | 21    | 0     |
| 2009-2010             | FC Unirea Urziceni    | Liga I                | 26          | 0           | -                     | -                     | C1+C3                          | 1+2                            | 0+0                            | SR                  | 1                   | 0                   | 30    | 0     |
| 2010-2011             | FC Unirea Urziceni    | Liga I                | 2           | 0           | -                     | -                     | C1+C3                          | 1+1                            | 0+0                            | SR                  | 1                   | 0                   | 5     | 0     |
| 2010-2011             | Volyn Lutsk           | Premier Liga          | 11          | 2           | 1                     | 0                     | -                              | -                              | -                              | -                   | -                   | -                   | 12    | 2     |
| 2011-2012             | FC Farul Constanța    | Liga II               | 3           | 0           | -                     | -                     | -                              | -                              | -                              | -                   | -                   | -                   | 3     | 0     |
| 2012-2013             | CS Concordia Chiajna  | Liga I                | 17          | 0           | 1                     | 0                     | -                              | -                              | -                              | -                   | -                   | -                   | 18    | 0     |
| 2013-2014             | AS Juventus Bascov    | Liga IV               | 3           | 1           | -                     | -                     | -                              | -                              | -                              | -                   | -                   | -                   | 3     | 1     |
| Total sur la carrière | Total sur la carrière | Total sur la carrière | 278         | 19          | 8                     | 0                     | -                              | 51                             | 4                              | -                   | 7                   | 0                   | 344   | 23    |